# 전풍진
전풍진(田豊鎭, 1909년 12월 12일~1992년 9월 12일)은 대한민국의 응용화학자이다. 호는 백송(白松)이며, 1952년에 서울대학교에서 대한민국 박사 제1호로 이학박사학위를 취득했다.

## 생애
경성제일고등보통학교, 경성고등공업학교, 오사카 제국대학을 거쳐 만주철도주식회사 중앙연구소의 책임연구관으로 활동했다. 광복 이후인 1952년에 서울대학교에서 대한민국 박사 제1호로 이학박사학위를 취득했으며, 1954년에는 대한민국학술원 회원이 되었다. 서울대학교 및 한양대학교, 광운대학교 공과대학에서 활동했으며, 한국펄프종이공학회의 창립위원 및 회장으로 활동했다.

## 수상 내역
- 1961년: 서울시문화상
- 1963년: 대한민국 문화포장
- 1970년: 국민훈장 모란장
- 1973년: 대한민국학술원상

## 논문
- 「활엽수 펄프화에 관한 연구」
- 「백화수피 이용에 관한 연구」
- 「한국산 볏집펄프화 연구」
- 「염료합성 및 염색에 관한 연구」

## 저서
- 《전해유기화학》(電解有機化學)
- 《화학》(化學)